# Ритхайм-Вайльхайм
Ритхайм-Вайльхайм (нем. Rietheim-Weilheim) — община в Германии, в земле Баден-Вюртемберг. 
Подчиняется административному округу Фрайбург. Входит в состав района Тутлинген.  Население составляет 2690 человек (на 31 декабря 2010 года). Занимает площадь 11,98 км².

Ритхайм

Вайльхайм